# Габор Андреанський
Га́бор Андреа́нський (угор. Andreánszky Gábor; 1 серпня 1895—20 листопада 1967) — угорський ботанік, палеоботанік, член-кореспондент Угорської Академії наук з 1945 року.
В 1929 році отримав професорське звання і посаду головного ботаніка Угорського національного музею (зараз Угорський музей природної історії). В 1945 році Габор Андреанський очолив кафедру ботаніки в Будапештському університеті. На цій посаді він пропрацював до 1952 року, коли був звільнений з ідеологічних причин. Ймовірно, комуністичний режим, що встановився в Угорщині на той час, не влаштовувало його шляхетне походження — професор був сином відомого угорського політика барона Габора Андреанського.

## Наукова діяльність
Наукова діяльність була зосереджена у галузі флористики ті фітогеографії. Вивчав флору Середземномор'я, здійснив експедиції на Сардинію, Сицилію, Апеннінський та Балканський півострови, в Алжир, Марокко, Туніс, Мавританію, а також в Альпи, Карпат. Габор Андреанський перший розпочав вивчення флори кайнозойської ери, зокрема міоценового періоду.

## Основні праці
- Plantae ia Africa Boreali lectae II—III. Pécs: Dunántúl. 1937—1941.
- Az éghajlat megváltozásának hatása a növényzetre. Budapest: Stephaneum. 1939.
- Adatok Tunisz és Kelet-Algéria növényföldrajzához. Budapest: Bethlen Gábor. 1939.
- Száras növények. Budapest: Egyetemi ny. 1941.
- A növények elterjedése. Budapest: Egyetemi ny. 1941.
- A Földközi-tengervidék növényzetének biológiai spektrumáról. Budapest: Szent István Akadémia. 1941.
- Ősnövénytan. Budapest: Akadémiai. 1954.
- Die Flora der sarmatischen Stufe in Ungarn: Die paläoökologischen und zönologischen Beziehungen ihrer Entwicklungsgeschichte. Budapest: Akadémiai. 1959.
- Contributions à la connaissance de la flore de l'oligocène inférieur de la Hongrie et un essai sur la reconstitution de la végétation contemporaine. Budapest: Akadémiai. 1959.
- On the Upper Oligocene of Hungary: Analysis of the site at the Wind Brickyard, Eger. Budapest: Akadémiai. 1966.